# Parsonsit
Parsonsit ist ein eher selten vorkommendes Mineral aus der Mineralklasse der „Phosphate, Arsenate und Vanadate“. Es kristallisiert im triklinen Kristallsystem mit der idealisierten chemischen Zusammensetzung Pb2(UO2)(PO4)2. Das Mineral kristallisiert in Form abgeflachter, pseudo-hexagonaler, nadeliger Mineral-Aggregate von blassgelber bis honig-brauner Farbe.

## Etymologie und Geschichte
Erstmals beschrieben wurde Parsonsit 1923 von Alfred Schoep an einer Torbernitprobe aus der Shinkolobwe Mine in der heutigen Demokratischen Republik Kongo. Er benannte es zu Ehren Arthur Leonard Parsons (1873–1957), Professor für Mineralogie und Petrographie an der Universität von Toronto.
Das Typmaterial des Minerals wird an der Mines ParisTech in Paris (Frankreich) aufbewahrt.

## Klassifikation
In der veralteten 8. Auflage der Mineralsystematik nach Strunz gehörte der Parsonsit zur Mineralklasse der „Phosphate, Arsenate, Vanadate“ und dort zur Abteilung „Wasserhaltige Phosphate, Arsenate und Vanadate mit fremden Anionen“, wo er gemeinsam mit Hallimondit in der „Parsonsit-Reihe“ mit der Systemnummer VII/D.19 steht.
In der zuletzt 2018 überarbeiteten Lapis-Systematik nach Stefan Weiß, die formal auf der alten Systematik von Karl Hugo Strunz in der 8. Auflage basiert, erhielt das Mineral die System- und Mineralnummer VII/E.08-010. Dies entspricht der Klasse der „Phosphate, Arsenate und Vanadate“ und dort der Abteilung „Uranyl-Phosphate/Arsenate und Uranyl-Vanadate mit [UO2]2+–[PO4]/[AsO4]3− und [UO2]2+–[V2O8]6−, mit isotypen Vanadaten (Sincositreihe)“, wo Parsonsit zusammen mit Hallimondit eine unbenannte Gruppe mit der Systemnummer VII/E.08 bildet.
Die von der International Mineralogical Association (IMA) zuletzt 2009 aktualisierte 9. Auflage der Strunz’schen Mineralsystematik ordnet den Parsonsit in die Klasse der „Phosphate, Arsenate und Vanadate“ und dort in die Abteilung „Uranylphosphate und Arsenate“ ein. Hier ist das Mineral in der Unterabteilung „UO2 : RO4 = 1 : 2“ zu finden, wo es zusammen mit Hallimondit die „Parsonsitgruppe“ mit der Systemnummer 8.EA.10 bildet.
In der vorwiegend im englischen Sprachraum gebräuchlichen Systematik der Minerale nach Dana hat Parsonsit die System- und Mineralnummer 40.02a.31.01. Das entspricht der Klasse der „Phosphate, Arsenate und Vanadate“ und dort der Abteilung „Wasserhaltige Phosphate etc.“. Hier findet er sich innerhalb der Unterabteilung „Wasserhaltige Phosphate etc., mit A2+(B2+)2(XO4) × x(H2O), mit (UO2)2+“ als einziges Mitglied in einer unbenannten Gruppe mit der Systemnummer 40.02a.31.

## Kristallstruktur

Animation der Kristallstruktur von Parsonsit
green U
grey Pb
red O
yellow P

Parsonsit stellt das Phosphat-Analogon des Blei-Uranyl-Arsenats Hallimondit (Pb2(UO2)(AsO4)2·nH2O, 0 ≤ n ≤ 0,5) dar. Parsonsit kristallisiert triklin in der Raumgruppe P1 (Raumgruppen-Nr. 2) mit den Gitterparametern a = 6,842(4) Å, b = 10,383(6) Å und c = 6,670(4) Å mit α = 101,26(7)° β = 98,17(7)° und γ = 86,38(7)° sowie zwei Formeleinheiten pro Elementarzelle.
Die von Peter Burns publizierte Kristallstrukturanalyse einer Parsonsitprobe aus Grury, Frankreich, zeigt die Kristallstruktur ohne Kristallwasser; im Gegensatz dazu deuten jedoch die früheren Arbeiten von Frondel (1958) und Mazzi (1959) sowie Laborsynthesen auf einen variierenden Kristallwassergehalt von bis zu zwei Molekülen H2O pro Formeleinheit hin. Die Konnektivität der Atome im Parsonsit zeigt keine Schichtstruktur wie die für Uranylphosphate bekannten Autunitschicht-Typen und Phosphuranylitschicht-Typen, sondern dreidimensional verkettete pentagonal-bipyramidale Uranylkationen und tetraedrische Phosphatanionen, verknüpft durch Blei(II)-Kationen.

## Eigenschaften
Das Mineral ist durch seinen Urangehalt von bis zu 26,2 Gew.-% verhältnismäßig stark radioaktiv. Unter Berücksichtigung der natürlichen Zerfallsreihen wird für Parsonsit eine spezifische Aktivität von etwa 46,8 kBq/g angegeben (zum Vergleich: natürliches Kalium 0,0312 kBq/g). Der zitierte Wert kann je nach Mineralgehalt und Zusammensetzung der Stufen deutlich abweichen, auch sind selektive An- oder Abreicherungen der radioaktiven Zerfallsprodukte möglich und ändern die Aktivität.

## Bildung und Fundorte
Parsonsit bildet sich sekundär in der Oxidationszone hydrothermaler Uranlagerstätten. Es findet sich vergesellschaftet mit Torbernit, Kasolit, Dewindtit (Shinkolobwe Mine, Demokratische Republik Kongo), Autunit, Phosphuranylit (Ruggles Mine, New Hampshire, USA), Pyromorphit, Torbernit und Autunit (Lachaux, Frankreich).
Parsonsit ist verhältnismäßig weit verbreitet, jedoch selten in guten Kristallen zu finden.
In Deutschland wurde Parsonsit unter anderem in der Grube Krunkelbach nahe Menzenschwand in Baden-Württemberg, der Grube Johannesschachte bei Wölsendorf in Bayern, bei Ellweiler in Rheinland-Pfalz, der Grube Himmelfahrt bei Steinbach (Johanngeorgenstadt), im Waldschacht (Schacht 26) bei Neustädtel (Schneeberg) und bei Tirpersdorf in Sachsen sowie im Steinbruch Henneberg bei Weitisberga in Thüringen gefunden. In Österreich kommt das Mineral am Radhausberg vor.
Weitere Fundorte sind unter anderem die Ranger-Uran-Mine in Australien, Jáchymov (St Joachimsthal), Špindlerův Mlýn (Spindlermühle) und Javorník (Jauernig) in der Tschechischen Republik, in den Regionen Auvergne-Rhône-Alpes, Bretagne, Bourgogne-Franche-Comté, Okzitanien und Nouvelle-Aquitaine in Frankreich, Piemont und Sardinien in Italien, in Miedzianka (Kupferberg) in Polen, in Distrikt Guarda und Distrikt Viseu in Portugal, sowie in Arizona, Colorado, Connecticut und New Hampshire in den USA.

## Vorsichtsmaßnahmen
Aufgrund der Toxizität und der starken Radioaktivität des Minerals sollten Mineralproben vom Parsonsit nur in staub- und strahlungsdichten Behältern, vor allem aber niemals in Wohn-, Schlaf- und Arbeitsräumen aufbewahrt werden. Ebenso sollte eine Aufnahme in den Körper (Inkorporation, Ingestion) auf jeden Fall verhindert und zur Sicherheit direkter Körperkontakt vermieden sowie beim Umgang mit dem Mineral Atemschutzmaske und Handschuhe getragen werden.